# Itta Bena
Itta Bena és una població dels Estats Units a l'estat de Mississipi. Segons el cens del 2000 tenia 4.000 habitants.

## Demografia
Segons el cens del 2000, Itta Bena tenia 2.208 habitants, 763 habitatges, i 559 famílies. La densitat de població era de 596,2 habitants per km².
Dels 763 habitatges en un 38,9% hi vivien nens de menys de 18 anys, en un 32,6% hi vivien parelles casades, en un 35,4% dones solteres, i en un 26,7% no eren unitats familiars. En el 24% dels habitatges hi vivien persones soles el 12,8% de les quals corresponia a persones de 65 anys o més que vivien soles. El nombre mitjà de persones vivint en cada habitatge era de 2,89 i el nombre mitjà de persones que vivien en cada família era de 3,43.
Per edats la població es repartia de la següent manera: un 33,3% tenia menys de 18 anys, un 11,7% entre 18 i 24, un 25,6% entre 25 i 44, un 18,3% de 45 a 60 i un 11,1% 65 anys o més.
L'edat mediana era de 29 anys. Per cada 100 dones de 18 o més anys hi havia 71,4 homes.
La renda mediana per habitatge era de 20.968 $ i la renda mediana per família de 24.271 $. Els homes tenien una renda mediana de 21.917 $ mentre que les dones 16.136 $. La renda per capita de la població era d'11.132 $. Entorn del 29,5% de les famílies i el 34,5% de la població estaven per davall del llindar de pobresa.

## Fills il·lustres
- B.B. KIng (1925 - 2015) músic i compositor

## Poblacions més properes
El següent diagrama mostra les poblacions més properes.